# NGC 1481
NGC 1481 est une petite galaxie lenticulaire située dans la constellation de l'Éridan. NGC 1481 a été découverte par l'astronome britannique John Herschel en 1835.

## Caractéristiques
Sa vitesse par rapport au fond diffus cosmologique est de 1 708 ± 10 km/s, ce qui correspond à une distance de Hubble de 25,2 ± 1,8 Mpc (∼82,2 millions d'al).
NGC 1481 renferme des régions d'hydrogène ionisé.